# Ilja Nikolajewitsch Roschkow
Ilja Nikolajewitsch Roschkow (russisch Илья Николаевич Рожков, wiss. Transliteration Il'ja Nikolaevič Rožkov; * 29. März 2005 in Selenodolsk) ist ein russischer Fußballspieler.

## Karriere

### Verein
Roschkow begann seine Karriere bei Rubin Kasan. Im Juli 2022 stand er erstmals im Kader des Zweitligisten. In der Saison 2022/23 kam er zu keinem Einsatz, Rubin stieg 2023 in die Premjer-Liga auf. In dieser gab er dann im Juli 2023 gegen Lokomotive Moskau sein Debüt. In seiner ersten Spielzeit im Oberhaus kam der Linksverteidiger zu insgesamt 18 Einsätzen.

### Nationalmannschaft
Roschkow durchlief ab der U-15 sämtliche russische Jugendnationalauswahlen. Im September 2023 gab er sein Debüt im U-21-Team.